# Керстен, Рольф
Рольф Ке́рстен (нем. Rolf Kersten; 31 июля 1935, Лейпциг — 29 июня 1986, Берлин) — немецкий политик, член СЕПГ. Министр тяжёлого машиностроения и капитального строительства ГДР в 1981—1986 годах.

## Биография
Рольф Керстен родился в рабочей семье, выучился на судостроителя, получил инженерное и экономическое образование. В 1950 году вступил в ССНМ. В 1953—1955 годах являлся курсантом Народной морской полиции, затем перешёл на комсомольскую работу. В 1957 году вступил в СЕПГ. Работал конструктором на Варновской верфи, главным референтом судостроительного предприятия и завсектором Ростокского института судостроения. Окончив курсы для руководящих сотрудников, в 1968 году возглавил отдел в министерстве тяжёлого машиностроения и капитального строительства. В 1975 году занял должность замминистра, в 1979 году — статс-секретаря, с октября 1980 года исполнял обязанности министра, а 26 июня 1981 года был назначен министром тяжёлого машиностроения и капитального строительства. 18 июня 1986 года был вновь назначен членом Совета министров ГДР. Спустя 11 дней скончался от тяжёлой болезни.